# Jörg Siebenhandl
Jörg Siebenhandl (Viena, 18 de enero de 1990) es un futbolista austriaco que juega de portero en el Admira Wacker de la 2. Liga austriaca. Es internacional con la selección de fútbol de Austria.

## Selección nacional
Siebenhandl fue internacional sub-21 con la selección de fútbol de Austria antes de convertirse en internacional absoluto el 27 de marzo de 2018, en un partido frente a la selección de fútbol de Luxemburgo que terminó con victoria austriaca por 4-0.

## Clubes
| Club                   | País     | Año       |
| ---------------------- | -------- | --------- |
| FK Austria Viena       | Austria  | 2007-2009 |
| SV Wienerberg (cedido) | Austria  | 2008      |
| SC Wiener Neustadt     | Austria  | 2010-2014 |
| SC Columbia (cedido)   | Austria  | 2010-2011 |
| Admira Wacker          | Austria  | 2014-2016 |
| Würzburger Kickers     | Alemania | 2016-2017 |
| SK Sturm Graz          | Austria  | 2017-2023 |
| LASK                   | Austria  | 2023-2025 |
| Admira Wacker          | Austria  | 2025-     |

## Palmarés

### Títulos nacionales
| Título          | Club          | País    | Año  |
| --------------- | ------------- | ------- | ---- |
| Copa de Austria | SK Sturm Graz | Austria | 2018 |
| Copa de Austria | SK Sturm Graz | Austria | 2023 |